# زدنکا پروخازکووا
زدنکا پروخازکووا (چکی: Zdenka Procházková؛ زادهٔ ۴ آوریل ۱۹۲۶ - ۲۵ اوت ۲۰۲۱) بازیگر اهل چکسلواکی است.
از فیلم‌ها یا مجموعه‌های تلویزیونی که وی در آن‌ها نقش داشته است، می‌توان به خیابان اشاره نمود.